# Cantagalo (kommun i Brasilien, Minas Gerais)
Cantagalo är en kommun i Brasilien.   Den ligger i delstaten Minas Gerais, i den sydöstra delen av landet, 600 km sydost om huvudstaden Brasília. Antalet invånare är 4 190.
Omgivningarna runt Cantagalo är huvudsakligen savann. Runt Cantagalo är det glesbefolkat, med 19 invånare per kvadratkilometer.